# 克里斯蒂娜·彼泽森
克里斯蒂娜·彼泽森（丹麥語：Christina Pedersen，1982年12月15日—），丹麦女子手球运动员。她曾代表丹麦国家队参加2012年夏季奥林匹克运动会女子手球比赛，结果获得第九名。